# Daniel Van Buyten
Daniel Van Buyten, né le 7 février 1978 à Chimay (Belgique), est un footballeur international belge qui officie actuellement comme agent de joueur. Ce défenseur au physique impressionnant et réputé pour ses qualités de buteur, est passé entre autres par l'Olympique de Marseille et le Bayern Munich où il a construit l'un des plus beaux palmarès du football belge.

## Biographie
Ce défenseur international belge au gabarit imposant, est le fils d'une légende du catch européen Francis "Franz" Van Buyten et d'une maman allemande originaire de Hanovre.
Il vit à Froidchapelle, où il fait ses débuts chez les juniors dans le club local (1986-1991). Il a été entre 2006 et 2014 l'un des piliers du Bayern Munich. Il a été cité parmi les meilleurs défenseurs centraux de la Bundesliga 2005-2006.

### En club

#### Débuts professionnels en Belgique
Après un début de carrière professionnelle en Belgique au Sporting de Charleroi d'abord et au Standard de Liège ensuite, il ne tarde pas à être considéré comme un des meilleurs défenseurs de championnat. 

#### Olympique de Marseille
Dès lors, tout normalement, un transfert vers l'étranger est inéluctable. Sa carrière prend une certaine dimension en 2001, lorsqu'il rejoint l'Olympique de Marseille pour 12 M€. Au sein de ce club, il reprend le rôle de « défenseur-buteur » qu'avait l'international français Laurent Blanc (parti du club en 1999). Possédant un véritable flair d'attaquant, Daniel Van Buyten marque aussi bien sur les corners (où son jeu de tête est redoutable) mais aussi dans le jeu, grâce à ses montées et à ses tirs précis.

#### Hambourg SV
En 2004, il rejoint le club de Hambourg SV après un passage éclair dans le championnat d'Angleterre. Le fait qu'il parlait déjà parfaitement allemand avant même de rejoindre la Bundesliga n'a fait que faciliter son intégration. Les deux saisons qu'il passe à Hambourg, lui permettent de se tailler une solide réputation en Bundesliga. 

#### Bayern Münich
Cette réputation va attirer le Bayern Munich à la recherche de nouveaux joueurs pour consolider son effectif et qui l'engage en 2006. Dès sa première saison et malgré la forte concurrence dans la défense centrale bavaroise (Valérien Ismaël, Martin Demichelis, Lúcio), Van Buyten devient (avec Lucio) le choix privilégié d'Ottmar Hitzfeld. Toujours aussi redoutable comme buteur, il marque deux fameux buts en Ligue des champions le 3 avril 2007 en 1/4 de finale face au Milan AC, sauvant son équipe dans la dernière minute.
Mais cet exploit ne l'empêche pas de regagner le banc des remplaçants lors des deux saisons qui suivent. Bien qu'il ait un temps de jeu relativement important, il est surtout sollicité pour pallier les forfaits de Lúcio ou de Demichelis ou pour entrer en jeu comme buteur providentiel lorsque son équipe est menée. Lors de la saison 2009-2010, il retrouve une place de titulaire indiscutable grâce notamment au départ de Lúcio et à l'arrivée de Louis van Gaal aux commandes du Bayern Munich. Souvent décisif, il devient l'un des meilleurs buteurs du club. Au bout de cette saison, il voit son club s'incliner en finale de Ligue des Champions 2-0 face à l'Inter Milan. 
Lors de la phase aller de la Bundesliga 2010-11, Daniel, à l'image de toute la défense de son équipe (Philipp Lahm mis à part), n'est plus que l'ombre de lui-même, et finit même par stigmatiser à lui seul les difficultés défensives du Bayern, qui encaisse beaucoup trop de buts, comparé à la saison précédente. La chaîne de télévision allemande ZDF va même jusqu'à déclarer que « Van Buyten est agile comme un lampadaire » à la suite d'une nouvelle erreur du Belge lors de la 14e journée de Bundesliga. Cependant, il retrouve son niveau lors de la dernière partie de saison, et contribue à aider son club à se hisser sur la troisième marche du podium de la Bundesliga.
Début 2012, il est annoncé à Monaco pour aider le club à revenir au top, cependant il refuse l'offre car, à l'aube de ses 34 ans, il a une place de titulaire indiscutable au Bayern Munich.
Malheureusement, lors de la reprise fin janvier, il est victime d'une fracture du métatarse qui le met sur la touche pour deux mois. Après un retour in-extrémis pour la finale de la Ligue des champions, une nouvelle fois perdue face à Chelsea lors d'une séance de tirs au but, il signe pour un an supplémentaire en Bavière. 
Un début de saison 2012-13 difficile l'attend, il est blessé, et doit attendre le mois de novembre pour rejouer en Bundesliga. Toutefois, Daniel Van Buyten remportera à l'issue de la saison sa première Ligue des Champions lors d'une victoire 2-1 face au Borussia Dortmund. Il est le deuxième Belge de l'histoire à remporter "la coupe aux grandes oreilles" après Eric Gerets. 

#### Retraite sportive
Le 14 août 2014, il met officiellement un terme à sa longue et belle carrière professionnelle.
Le 24 septembre 2015, l’ex-Diable rouge devient le conseiller sportif au Standard de Liège du Président Bruno Venanzi. Le 13 février 2017, Daniel Van Buyten et la direction du Standard de Liège annoncent qu'ils ont décidé de mettre un terme à leur collaboration.

### En sélection
Daniel Van Buyten honora sa première sélection avec la Belgique le 28 février 2001 lors d'une victoire écrasante 10-1 face à Saint-Marin comptant pour les éliminatoires de la Coupe du monde 2002. Le 24 mars 2001, il marque son premier but international lors d'un match nul 2-2 face à l'Ecosse. En 2002, il est sélectionné par Robert Waseige pour disputer la Coupe du monde 2002, les Diables rouges s'inclineront en huitièmes de finale face au Brésil, futur vainqueur de l'édition sur un score de 2-0. Après 12 ans sans compétition internationale, la Belgique dispute la Coupe du monde 2014, tournoi marqué par la participation de Van Buyten sélectionné par Marc Wilmots. Les belges s'inclineront en quarts-de-finale 1-0 contre l'Argentine, finaliste de l'édition. Entre les Coupes du monde 2002 et 2014, il est régulièrement sélectionné dans l'équipe nationale belge. Il participe d'ailleurs aux deux coupes du monde avec les Diables rouges, en 2002 et 2014. Il est le seul membre de l'équipe qui participe au mondial 2014 à avoir déjà une expérience d'un mondial.

## Statistiques

### Buts en sélection
Dernière mise à jour le 25 mai 2012
| Buts en sélection de Daniel Van Buyten | Buts en sélection de Daniel Van Buyten | Buts en sélection de Daniel Van Buyten   | Buts en sélection de Daniel Van Buyten | Buts en sélection de Daniel Van Buyten | Buts en sélection de Daniel Van Buyten | Buts en sélection de Daniel Van Buyten  |
| #                                      | Date                                   | Lieu                                     | Adversaire                             | Score                                  | Résultats                              | Compétitions                            |
| -------------------------------------- | -------------------------------------- | ---------------------------------------- | -------------------------------------- | -------------------------------------- | -------------------------------------- | --------------------------------------- |
| 1er                                    | 24 mars 2001                           | Hampden Park, Glasgow, Écosse            | Écosse                                 | 2-2                                    | 2-2                                    | Éliminatoires de la Coupe du monde 2002 |
| 2e                                     | 30 mars 2005                           | Stadio Olimpico, Serravalle, Saint-Marin | Saint-Marin                            | 2-1                                    | 2-1                                    | Éliminatoires de la Coupe du monde 2006 |
| 3e                                     | 7 septembre 2005                       | Bosuilstadion, Anvers, Belgique          | Saint-Marin                            | 8-0                                    | 8-0                                    | Éliminatoires de la Coupe du monde 2006 |
| 4e                                     | 6 septembre 2006                       | Stade Hanrapetakan, Yerevan, Arménie     | Arménie                                | 1-0                                    | 1-0                                    | Éliminatoires Euro 2008                 |
| 5e                                     | 11 février 2009                        | Cristal Arena, Genk, Belgique            | Slovénie                               | 1-0                                    | 3-1                                    | Match amical                            |
| 6e                                     | 11 février 2009                        | Cristal Arena, Genk, Belgique            | Slovénie                               | 2-0                                    | 3-1                                    | Match amical                            |
| 7e                                     | 9 septembre 2009                       | Stade Hanrapetakan, Yerevan, Arménie     | Arménie                                | 1-2                                    | 1-2                                    | Éliminatoires de la Coupe du monde 2010 |
| 8e                                     | 7 septembre 2010                       | Stade Şükrü Saracoğlu, Istanbul, Turquie | Turquie                                | 1-0                                    | 2-3                                    | Éliminatoires Euro 2012                 |
| 9e                                     | 7 septembre 2010                       | Stade Şükrü Saracoğlu, Istanbul, Turquie | Turquie                                | 2-2                                    | 2-3                                    | Éliminatoires Euro 2012                 |
| 10e                                    | 11 novembre 2011                       | Stade de Sclessin, Liège, Belgique       | Roumanie                               | 1-0                                    | 2-1                                    | Match amical                            |

## Palmarès

### Standard de Liège
- Finaliste de la Coupe de Belgique en 2000

### Hambourg SV
- Vainqueur de la Coupe Intertoto en 2005

### Bayern Munich
- Vainqueur de la Ligue des Champions en 2013
- Finaliste de la Ligue des Champions en 2010 et 2012
- Vainqueur de la Coupe du monde des clubs de la FIFA en 2013
- Vainqueur de la Supercoupe de l'UEFA en 2013
- Champion d'Allemagne en 2008, 2010, 2013 et 2014
- Vainqueur de la Coupe d'Allemagne en 2008, 2010, 2013 et 2014
- Vainqueur de la Coupe de la Ligue d'Allemagne en 2007
- Vainqueur de la Supercoupe d'Allemagne en 2010 et 2012

## Distinctions personnelles
- Figure dans l'ESM XI du mois en décembre 2002, janvier et mars 2003[8]
- Figure dans l'ESM XI de la saison en 2003
- Figure dans l'équipe type de la Ligue 1 en 2003 aux Trophées UNFP.
- Figure dans l'ESM XI des mois de septembre, octobre et décembre 2009
- Officier du Mérite wallon (O.M.W.) 2014
- Trophée national du Mérite sportif 2014

## Vie privée
Avec sa compagne Céline ils ont deux filles, Lou-Ann née le 8 août 2010 et Ly-Lou née le 5 mai 2014, ainsi qu'un garçon, Lee-Roy, né le 31 janvier 2012. Il est le fils du catcheur Francis Van Buyten (nl) ayant affronté André le Géant dans les années 1960.

## Citation
« Ce soir, Van Buyten m'a presque convaincu. Au match retour, je pourrai le faire jouer attaquant. »

— Ottmar Hitzfeld, entraîneur du Bayern de Munich, après le match nul de son équipe contre le Milan AC, 2-2, avec des buts de Van Buyten dans les dernières minutes du match, le 3 avril 2007